# Oliver Villadsen
Oliver Villadsen, né le 16 novembre 2001 à Sønderborg au Danemark, est un footballeur danois qui évolue au poste d'arrière droit au Brøndby IF.

## Biographie

### En club
Né à Sønderborg au Danemark, Oliver Villadsen est formé au FC Nordsjælland, qu'il rejoint en 2010. En juillet 2019, alors âgé de 17 ans, Villadsen signe un contrat courant jusqu'en juin 2022 avec son club formateur. Il fait ses débuts professionnels le 11 août 2019, jouant son premier match lors d'une rencontre de Superligaen face au Silkeborg IF. Il entre en jeu à la place de Mohammed Kudus et les deux équipes se neutralisent (2-2).
Le 18 février 2020, Villadsen prolonge son contrat avec le FC Nordsjælland jusqu'en juin 2024,.
Villadsen inscrit son premier but en professionnel le 2 août 2021, lors d'une rencontre de championnat face au SønderjyskE. Il ouvre le score et son équipe l'emporte par deux buts à zéro, Nordsjælland remportant ce jour-là son premier match de la saison. Le 1er octobre 2021, Villadsen prolonge à nouveau son contrat avec son club formateur.
Le 12 août 2024, Oliver Villadsen rejoint le FC Nuremberg, club évoluant alors en 2. Bundesliga, la deuxième division allemande.

### En sélection nationale
Avec les moins de 17 ans, Oliver Villadsen inscrit un but en mars 2018, contre l'équipe de France, lors des éliminatoires du championnat d'Europe. Il est ensuite sélectionné afin de participer à la phase finale du championnat d'Europe des moins de 17 ans organisé en Angleterre. Lors de cette compétition, il joue les trois matchs de son équipe, qui avec trois défaites en autant de matchs, termine dernière de son groupe et se voit ainsi éliminée dès le premier tour de la compétition.
Villadsen joue son premier match avec l'équipe du Danemark espoirs le 3 septembre 2021, contre la Grèce. Il entre en jeu à la place de Rasmus Carstensen et les deux équipes se neutralisent (1-1 score final).

## Statistiques
| Saison                | Club                  | Championnat           | Championnat | Championnat | Coupe(s) nationale(s) | Coupe(s) nationale(s) | Compétition(s) continentale(s) | Compétition(s) continentale(s) | Compétition(s) continentale(s) | Total | Total |
| Saison                | Club                  | Division              | M.          | B.          | M.                    | B.                    | Comp.                          | M.                             | B.                             | M.    | B.    |
| 2019-2020             | FC Nordsjælland       | Superligaen           | 11          | 0           | -                     | -                     | -                              | -                              | -                              | 11    | 0     |
| 2020-2021             | FC Nordsjælland       | Superligaen           | 23          | 0           | 2                     | 0                     | -                              | -                              | -                              | 25    | 0     |
| 2021-2022             | FC Nordsjælland       | Superligaen           | 32          | 5           | 2                     | 0                     | -                              | -                              | -                              | 34    | 5     |
| 2022-2023             | FC Nordsjælland       | Superligaen           | 31          | 0           | 5                     | 0                     | -                              | -                              | -                              | 36    | 0     |
| 2023-2024             | FC Nordsjælland       | Superligaen           | 30          | 1           | 5                     | 0                     | C4                             | 6                              | 2                              | 41    | 3     |
| 2024-2025             | FC Nordsjælland       | Superligaen           | 4           | 0           | -                     | -                     | -                              | -                              | -                              | 4     | 0     |
| Sous-total            | Sous-total            | Sous-total            | 131         | 6           | 14                    | 0                     | -                              | 6                              | 2                              | 151   | 8     |
| 2024-2025             | FC Nuremberg          | 2. Bundesliga         | 9           | 0           | 2                     | 0                     | -                              | -                              | -                              | 11    | 0     |
| Sous-total            | Sous-total            | Sous-total            | 9           | 0           | 2                     | 0                     | -                              | -                              | -                              | 11    | 0     |
| Total sur la carrière | Total sur la carrière | Total sur la carrière | 140         | 6           | 16                    | 0                     | -                              | 6                              | 2                              | 162   | 8     |